# Norton Canon
Norton Canon est une paroisse civile et un village du Herefordshire, en Angleterre.